# Тёмные отражения
«Тёмные отражения» (англ. The Darkest Minds) — американский фантастический триллер основанный на романе Александры Бракен (Alexandra Bracken). В главной роли Амандла Стенберг.
Мировая премьера состоялась 1 августа 2018 года..

## Сюжет
После того, как неизвестная болезнь убивает 98 % детей со всего мира, 2 % выживших, у которых обнаруживаются суперспособности, отправляют в специальные лагеря, где их маркируют, после теста, различными цветами (зелёный, жёлтый, синий, красный, оранжевый), согласно их способностям.
16-летняя девушка сбегает из такого лагеря (в этом ей помогает женщина-врач лагеря) и присоединяется к группе других подростков, которые скрываются от правительства.

## В ролях
- Амандла Стенберг — Руби Дейли, подросток с псионической способностью проникать в сознание людей
  - Лидия Джюэтт — маленькая Руби
- Мэнди Мур — Кейт, врач и член группы, сражающейся против правительства
- Брэдли Уитфорд — президент Грей, отец Клэнси
- Харрис Дикинсон — Лиам Стюарт, подросток со способностью к телекинезу, любовный интерес Руби
- Патрик Гибсон — Кленси Грей, сын президента с псионической способностью
- Скайлан Брукс — Чабс, подросток с супер-интеллектом.
- Мия Чех — Зу, ребёнок со способностью к электрокинезу
- Гвендолин Кристи — Леди Джейн, охотница за головами
- Уэйд Уильямс — капитан
- Марк О’Брайэн — Роб Мидоус, друг Кейт
- Уоллес Лэнгэм — доктор Вайсрой
- Голден Брукс — Молли Дейли, мама Руби
- Сэмми Ротиби — Пол Дейли, отец Руби

## Критика
Фильм получил негативные отзывы кинокритиков. На сайте Rotten Tomatoes фильм имеет рейтинг 17 % на основе 132 рецензий со средним баллом 4,04 из 10. На сайте Metacritic фильм имеет оценку 39 из 100 на основе 28 рецензий критиков, что соответствует статусу «в целом негативные отзывы». На сайте CinemaScore зрители дали фильму оценку B, по шкале от A+ до F.